# Mongolia na Zimowych Igrzyskach Olimpijskich 1994
Reprezentacja Mongolii na Zimowych Igrzyskach Olimpijskich 1994 w Lillehammer liczyła jednego zawodnika. Był to ósmy w historii start reprezentacji Mongolii na zimowych igrzyskach olimpijskich.

## Wyniki

### Short track

#### 500 metrów mężczyzn
| Zawodnik              | Kwalifikacje | Finał | Miejsce | Źródło |
| --------------------- | ------------ | ----- | ------- | ------ |
| Batczuluuny Bat-Orgil | 48.63 (3.)   | -     | 24.     | [ 1 ]  |

#### 1000 metrów mężczyzn
| Zawodnik              | Kwalifikacje | Finał | Miejsce | Źródło |
| --------------------- | ------------ | ----- | ------- | ------ |
| Batczuluuny Bat-Orgil | 1:40.41 (4.) | -     | 29.     | [ 2 ]  |